# Sefanja (boek)
Het Bijbelboek Zefanja, of Sefanja, is het negende boek van de kleine profeten. Het bevat profetieën, toegeschreven aan Zefanja, over de dag des oordeels en het volk Israël en zijn vijanden.

## Auteur en tijd van ontstaan
Volgens de inleiding (Zefanja 1:1) bevat het boek Zefanja profetieën van een zekere Zefanja (wat zoveel betekent als "De Heer beschermt", of "bewaard heeft Jahweh"), de zoon van Kusi (of Kuschi). "Kusi" betekent Moor of Ethiopiër en is mogelijk geen eigennaam maar enkel een aanduiding. Deze Kusi is "de zoon van Gedalja, de zoon Armarja, de zoon van Hizkia". De genoemde Hizkia is misschien koning Hizkia die regeerde over Juda aan het begin van de zevende eeuw v.Chr., maar dat wordt niet vermeld. Behalve deze opvallend gedetailleerde afstamming is er verder vrijwel niets bekend over Zefanja.
De inleiding vermeldt ook dat Zefanja actief was in de tijd van koning Josia, die regeerde over het koninkrijk Juda van 640 v.Chr. tot 609 v.Chr. Omdat uit de tekst valt af te leiden dat de profetieën werden uitgesproken toen Josia nog jong was, en de feitelijke regering van het land in handen lag van anderen, kan Zefanja gedateerd worden tussen ongeveer 640 en 630 v.Chr.
Of Zefanja zelf zijn profetieën heeft opgeschreven wordt niet vermeld. Het is ook niet bekend of, en in hoeverre, het boek later verder geredigeerd is.
Het is mogelijk dat een opmars van de Scythen naar het zuiden de aanleiding was voor de profetieën van Zefanja. Vooral het middendeel (2:4-15) zou dan een waarschuwing tegen deze bedreiging zijn: God zou de Scythen gebruiken om de daar genoemde volken, waaronder de Assyriërs en Egyptenaren, te straffen.

## Structuur en inhoud
Het boek Zefanja bestaat deels uit proza en deels uit poëzie. Een grote rol is weggelegd voor de steden Jeruzalem en Ninive. Op basis van de inhoud van de profetieën kan de inhoud in drie delen verdeeld worden:
1. De aankondiging van het oordeel over Juda en de hele wereld (1:2-2:3)
Op de dag van het oordeel zal God zich keren tegen ieder die hem ongehoorzaam is. In het bijzonder zullen de bewoners van Juda en Jeruzalem gestraft worden om hun afgodendienst en onrechtvaardigheid. Het grootste gedeelte van de tekst bestaat uit beschrijvingen van die dag des oordeels: het zal een dag zijn van geweld, angst, verdriet en ellende. Het gedeelte eindigt (2:1-3) met een oproep aan Juda zich te beteren: dan zal er nog hoop voor hen zijn.
2. Profetie over Juda's vijanden (2:4-15)
Dit gedeelte bevat profetieën over Juda's vijanden: de omringende heidense volken, die Juda bedreigden en God bespotten, en over Assyrië. Zij zullen ten onder gaan en hun gebied zal in het bezit van de overgebleven (gehoorzame) Judeeërs komen. Het laatste gedeelte (2:13-15) richt zich in het bijzonder tegen de Assyrische stad Ninive.
3. Profetie over Jeruzalem (3)
Dit gedeelte begint met beschuldigingen tegen Jeruzalem (3:1-4). Vervolgens volgt er een waarschuwend gedeelte (3:5-8). Ten slotte wordt er aangekondigd dat Jeruzalem zich zal bekeren en dat er verlossing voor haar zal komen  (3:9-20). En niet alleen voor Jeruzalem maar ook voor een deel van Juda en van alle andere volken.
In de tekst wordt afwisselend in de eerste persoon en in de derde persoon gesproken. Op basis hiervan kan het boek ook gelezen worden als een dialoog tussen God en iemand anders (waarschijnlijk Zefanja zelf). Het boek begint dan, na de inleiding, met een aanzegging van de dag van het oordeel door God (1:2-6), gevolgd door korte reactie van de profeet (1:7) om vervolgens deze wisseling van spreker te herhalen tot en met het eind, waar God de verlossing van alle treurenden en verachten en de wraak op hun onderdrukkers aankondigt (3:18-20).